# Fin (노래)
〈Fin〉(핀)은 1986년 9월 25일에 발표한 일본의 가수 나카모리 아키나(中森明菜)의 16번째 싱글이다. (EP: L-1752) 작사는 마츠모토 잇키(松本一起)가, 작곡은 사토 켄(佐藤健)이, 편곡은 사토 준(佐藤準)이 담당하였으며 워너 파이오니어의 레이블로 출시되었다. B면은 〈위험한 MON AMOUR〉(일본어: 危ないMON AMOUR 아부나이 몽아무르[*])이며 작사는 교 에이코(許瑛子)가, 작곡은 스즈키 키사부로(鈴木キサブロー)가, 편곡은 시이나 카즈오(椎名和夫)가 도맡았다.
1986년 10월 6일, 오리콘 주간 싱글 차트에 1위로 처음으로 진입, 이어서 차트 톱100에 20주간 머물렀고, 1985년 연간 싱글 차트에서는 25위를 기록했다. 음악평론가 츠츠미 쇼지는 이 곡을 일러 남녀간의 사랑의 종말을 표현하고 있다고 평가하고 보컬에 대해서는 감정을 억제하는 것이 도드라졌으며 곡의 멜로디는 영화의 사운드트랙과도 같은 사운드라고 평하였다. 또한 이곡으로 같은 해 제16회 일본가요대상에서 대상을 수상하였다.

## 수록곡
| #            | 제목                                      | 작사          | 작곡            | 편곡          | 재생 시간 |
| ------------ | ----------------------------------------- | ------------- | --------------- | ------------- | --------- |
| 1.           | 〈〈Fin〉〉                               | 마츠모토 잇키 | 사토 켄         | 사토 준       | 4:10      |
| 2.           | 〈〈위험한 MON AMOUR〉(危ないMON AMOUR)〉 | 교 에이코     | 스즈키 키사부로 | 시이나 카즈오 | 4:46      |
| 총 재생 시간 | 총 재생 시간                              | 총 재생 시간  | 총 재생 시간    | 총 재생 시간  | 8:56      |

## 수상
- '86 전일본가요음악제 - 골든 그랑프리
- 제13회 요코하마 음악제 - 요코하마 음악제상
- 제17회 일본가요대상 - 대상, 방송음악 특별상
- 제19회 전일본유선방송대상 - 최다 리퀘스트상, 우수스타상

## 발매 일정
| 버전             | 일정             | 레이블         | 포맷               |
| ---------------- | ---------------- | -------------- | ------------------ |
| 〈Fin〉          | 1986년 9월 25일  | 워너 뮤직 재팬 | EP (L-1752)        |
| 〈Fin〉 (재발매) | 1988년 6월 25일  | 워너 뮤직 재팬 | 8cmCD (10SL-146)   |
| 〈Fin〉 (재발매) | 1988년 12월 21일 | 워너 뮤직 재팬 | CT (10L5-4055)     |
| 〈Fin〉 (재발매) | 1998년 11월 26일 | 워너 뮤직 재팬 | 12cmCD (WPC6-8673) |
| 〈Fin〉 (재발매) | 2008년 11월 12일 | 워너 뮤직 재팬 | 디지털 다운로드    |